# بروس غرينوالد
بروس غرينوالد (بالإنجليزية: Bruce Greenwald) هو اقتصادي أمريكي، ولد في 15 أغسطس 1946.